# Jeune Tahitienne
Jeune Tahitienne est un tableau réalisé par le peintre français Paul Gauguin en 1891. De format vertical, cette peinture à l'huile exécutée sur toile de jute est le portrait en buste d'une jeune femme coiffée d'un chapeau devant un fond bleu. Le modèle est une voisine de l'artiste à Papeete, les différents titres de l'œuvre la désignant tantôt comme Tahitienne, Créole ou encore métisse. Don de Pierre et Denise Lévy en 1976, cette peinture est conservée au musée d'Art moderne de Troyes, à Troyes, dans l'Aube.